# Twee Poesjkinwalsen
De Russische componist Sergej Prokofjev schreef zijn Twee Poesjkinwalsen, opus 120 in 1949.
1. Allegro espressivo in F majeur
2. Allegro meditativo in cis mineur

Prokofjev kreeg in 1949 van het Moskou Radio Comité de vraag om een werk te componeren ter gelegenheid van de 150e verjaardag van de Russische schrijver Aleksandr Poesjkin. Kort geleden had hij de literatuur van Poesjkin herlezen. Uit de werken haalde hij inspiratie om de twee walsen te schrijven. Prokofjev wilde met de muziek de luisteraar meenemen in de ironische wereld van Jevgeni Onegin. Op Nieuwjaarsdag 1952 beleefden de walsen pas via een radio-uitzending haar première. Dirigent was Samuel Samosud.